# Sydirland
 Denne artikel omhandler en historisk autonom region der eksisterede indenfor det Forenede Kongerige. For at finde noget om staten der udtrådte af det forenede kongerige se den irske fristat. For den moderne stat, se Republikken Irland.
Sydirland (Irsk: Deiscart Éireann) var den kortlivede autonome region i det forenede kongerige der dannedes 3.maj 1921 og opløstes 6.december 1922. 
Sydirland blev skabt af Det Forenede Kongerige Storbritannien og Irland med vedtagelse af Irlands Regeringslov i 1920 samtidig med dens søsterregion, Nordirland. Oprettelsen var et forsøg på at løse konflikten mellem nationalister og unionister. I praksis kom regionen aldrig til at fungere, fx blev ingen love vedtaget. Den 6. december 1922 ophørte regionen Sydirland med at eksistere og blev selvstændig som Den irske fristat. 

## Hjemmestyre
Irlands Regeringslov i 1920, også kendt som den fjerde hjemmestyrelov, havde den intention at løse konflikten mellem nationalister og unionister, der havde forhekset irsk politik siden 1880´erne. Nationalister ønskede en form for hjemmestyre, da de mente at Irland var dårligt tjent med at blive styret fra det britiske parlament i Westminster og den irske myndighed på Dublin Slot. Unionisterne frygtede at en nationalistisk regering i Dublin ville diskriminere protestanter og lave toldsatser der ville ramme de nordøstlige områder urimelig hårdt, da disse i modsætning til det øvrige Irland ikke bare var protestantisk dominerede men også det eneste område med en industriel økonomi, hvor den resterende var baseret på en agrarøkonomi. Ekstreme unionister importerede våben fra det tyske kejserrige og dannede den paramilitære gruppering Ulster Volunteer Force (UVF – Ulsters frivillige styrke) for at forhindre hjemmestyret i at få succes i Ulster. Som et modsvar på dette importerede nationalistiske grupper også våben og dannede Irish Volunteers (De irske frivillige). Delingen i et Nord-, og Sydirland, som den blev præsenteret i Irlands Regeringslov i 1920, blev opfattet som en midlertidig løsning på problemet hvor de to regioner fik selvstyre indenfor det forenede kongerige. Ironisk var en af de største modstandere mod denne deling, den irske unionismes leder, den i Dublin fødte Edward Carson, der mente at man ville svække de sydlige og vestlige unionstilhængeres position.

## Underhusvalget 1921
I virkelighedens verden hvor Nordirlands parlament og udøvende instanser til at fungere efter hensigten, blev Sydirlands aldrig en realitet. I 1918 vedtog de medlemmer af Sinn Féin der var blevet valgt til det britiske parlament i 1918 at danne et parlament udenom britisk lovgivning kendt som Dáil Éireann. Det første valg til underhuset i 1921 blev brugt af Sinn Féin til at danne en et nyt parlament, den anden Dáil. Sinn Féin vandt 124 ud af 128 pladser uden der var opstillet nogle modkandidater (de sidste 4 var unionister fra de pro-unionistiske universiteter). Da det nye sydirske parlament skulle tråde sammen mødte kun de 4 unionister samt nogle udpegede senatorer op til indvielsen på Royal College of Science i Dublin.

## Anglo-Irsk traktat og Fristaten
Det er ofte sagt at den vigtigste funktion som det sydirske parlament (underhus) kom til at udfylde det var at den stod for den irske godkendelse af den anglo-irske traktat 14. januar 1922. Det er dog ikke hele sandheden. I selve traktaten lyder det at den irske side godkendte den på et indkaldt møde for de medlemmer der var valgt til at sidde i det sydirske underhus. Traktaten nævner altså ikke at traktaten blev godkendt af det sydirske underhus, men at den blev godkendt af de irske medlemmer der valgt til at skulle sidde i det sydirske underhus. Forskellen er hårfin men blev stærkt udnyttet af den irske side af forhandlingen. Da mødet blev kaldt sammen var det under ansvar af Arthur Griffith i hans egenskab af Formand for den irske ministerdelegation (de havde underskrevet aftalen). Bemærkelsesværdigt blev mødet ikke sammenkaldt af underhusets premierløjtnant Lord Fitzalan, der ifølge Irlands regeringlov fra 1920 var ansvarlig for at sammenkalde møder i det sydirske underhus. 
Den provisoriske regering i Sydirland forestillede sig at traktaten blev konstitueret under det ovenstående møde af medlemmer af den sydirske forfatningskommission i underhuset. To dage efter kom mødedeltagerne til magten da Michael Collins blev leder af den provisoriske regering. Collins blev indsat ved en ceremoni på Dublin Slot, hvor den hidtidige magthaver Lord Fitzalan af Derwent deltog. Den ny regering var ikke en regering som forestillet i Irlands regeringslov fra 1920. Det var en regering der opstod med hjemmel i den anglo-irske traktat. 
Som dens søster-region, Nordirland, var Sydirland aldrig en stat. Dets forfatningsmæssige rødder gik tilbage til Unionsloven fra 1800, en to-sidet lov, der blev stemt igennem af det britiske såvel som det irske parlament. Med etableringen af den irske fristat 6. december 1922 ophørte Sydirland med at eksistere.

## Institutioner
Man forestillede sig at Sydirland skulle have følgende institutioner;
- Sydirsk parlament bestående af Konge, senat og underhus.
- Sydirsk regering
- Højesteretsdomstol over Sydirland
- Appelsdomstol over Sydirland
- kongelig højesteret over Sydirland

Derudover forestillede man sig at Sydirland skulle dele følgende institutioner med Nordirland:
- Overhusets premierløjtnant (som den øverste magtinstans over begge regioner)
- Et fælles irsk råd; og
- En højesteretsappel for hele Irland

Parlamentet kom aldrig til at fungere (det vedtog aldrig en lov). Der blev aldrig indsat en sydirsk regering. Det fællesirske råds blev dannet med "henblik på en eventuel etablering af et fælles irsk parlament". Det blev heller aldrig en realitet. Den betydningsfulde undtagelse i de mange fiaskoer var retsinstanserne der alle kom til at fungere. Ikke desto mindre kom den autonome region aldrig til at eksistere da dens mest betydningsfulde institutioner aldrig faktisk kom til at fungere.